# طاها یوسف الجمل
طاها یوسف الجمل (انگلیسی: Taha Youssef El-Gamal; ۲۶ مارس ۱۹۲۳ – ۱۹۵۶) بازیکن واترپلو اهل مصر بود.